# Iker Casillas
Iker Casillas (Móstoles, Madrid, 20. svibnja 1981.) španjolski je bivši nogometaš koji je karijeru završio u klubu   FC Porto. Općenito se smatra jednim od najboljih svjetskih vratara. Trenutno je vodeći po broju nastupa za španjolsku reprezentaciju.
Karijeru je započeo kao junior u Realu. Ubrzo je postao standardni prvotimac u klubu i reprezentaciji, za što je presudna bila 2002. godina, iako je i ranije nastupao za prvu momčad. U finalu UEFA Lige prvaka 2002. ušao je kao zamjena za ozlijeđenog Césara Sáncheza i serijom odličnih obrana sačuvao Realovo vodstvo protiv Bayera iz Leverkusena. A nakon briljantnih obrana protiv Irske na SP-u 2002., postao je nacionalni junak i mjesto mu je u najboljoj španjolskoj momčadi bilo zajamčeno.
Kad je u sezoni 2006./07. napokon osvojio prvenstvo s Realom, rasplakao se od sreće, a zbog svojih je nevjerojatnih obrana dobio i nadimak San Iker (sveti Iker). U srpnju 2010. Casillas je postao jedan od rijetkih igrača koji je osvojio sve važne naslove, nakon što je sa Španjolskom postao svjetskim prvakom. Dana 19. listopada iste godine postao je vratar s najviše nastupa u Ligi prvaka.

## Klupska karijera

### Rani život
Iker je rođen 20. svibnja 1981. u Móstolesu, malom gradiću pokraj Madrida. Otac José Luis Casillas bio je školski učitelj, a majka María del Carmen Fernández González frizerka. Ima sedam godina mlađeg brata, Unaia koji igra za CD Móstoles.

### Real Madrid
Casillas je produkt Realove omladinske škole. Prvi put je pozvan za prvu momčad 27. studenog 1997., ali nije nastupio sve do sezone 1998./99. kada je debitirao za seniorsku momčad zamijenivši Nijemca Bodu Illgnera. Iduće sezone potisnuo je Illgnera na klubu i postao prvi izbor na poziciji vratara.
Godine 2000., samo četiri dana nakon svojeg 19. rođendana postao je najmlađi vratar koji je nastupio u finalu Lige prvaka, u pobjedi Reala 3:0 protiv Valencije. Iduće dvije sezone Casillas je bio u lošijoj formi i završio je na klupi kao alternacija Césaru Sánchezu, ali kada se Sánchez ozlijedio u finalu Lige prvaka 2002. protiv Bayera iz Leverkusena, Casillas brani briljantno i svojim obranama čuva Realovo vodstvo te ih dovodi ponovo na krov Europe.
Sezona 2007./08. bila je iznimno plodna za Casillasa: osvojio je s klubom prvenstvo, a u 36 utakmica primio je samo 32 pogotka. Dana 14. veljače 2008. kada je kapetan Raúl potpisao novi ugovor isto je učinio i Casillas, potpisao je na vjernost do 2017. i ako u posljednjoj sezoni bude imao 30 nastupa ugovor se automatski produžuje za jednu godinu, također u ugovoru stoji odštetna klauzula od 113 milijuna funti.
U veljači 2009. Casillas je srušio rekord Paca Buya po broju nastupa u prvenstvu kao vratar, a ujedno je postao, sa samo 27 godina, vratar Reala s najviše nastupa. Engleska vratarska legenda Gordon Banks poslije utakmice prvenstva protiv Seville, gdje je Casillas zaustavio jedan sjajan udarac napadača Seville, izjavio je da Casillas ima fantastične reflekse i ako nastavi tako braniti postat će najbolji vratar u povijesti.

### Porto
Nakon dugih 25 godina u Real Madridu, Iker potpisuje ugovor s Portom na dvije godine.

## Reprezentacija
Debitirao je u utakmici protiv Švedske sa samo 19 godina i 14 dana.
Na Euru 2000. bio je zamjena, s istim je mjestom u momčadi išao i na SP 2002. u Japanu i Koreji, ali je nakon ozljede Santiaga Canizaresa postao prva opcija. U šesnaestini finala obranio je dva jedanaesterca Irskoj i postao nacionalni heroj. 
Na Euru 2004. nastupio je u dva od tri nastupa Španjolske, ali Španjolci nisu prošli grupu s kasnijim finalistima Portugalom i Grčkom.
Na SP 2006. branio je na svim utakmicama Španjolske, ali eliminirala ih je Francuska u šesnaestini finala.
Nakon što Raúl nije pozvan u reprezentaciju za Euro 2008. Casillas je imenovan kapetanom te je vodio reprezentaciju sve do kraja. Dana 29. lipnja postao je prvi vratar koji je kao kapetan podigao pokal namijenjen osvajaču Europskog prvenstva, nakon pobjede Španjolske od 1:0 nad Njemačkom.
Dana 14. studenog 2009. nastupio je stoti put za reprezentaciju u prijateljskoj utakmici protiv Argentine.
Casillas je 11. srpnja 2010. predvodio Španjolsku u finalu SP protiv Nizozemske gdje je obranio dvije sjajne šanse Arjena Robbena nakon što je ovaj prošao cijelu obranu. Postao je treći vratar koji je u finalu bio kapetan pobjedničke momčadi. Proglašen je najboljim vratarom turnira.
Izbornik Vicente del Bosque stavio ga je na prijateljskoj utakmici u Cluju protiv Rumunjske na vrata kako bi golman zabilježio 166 nastup, čime je postao svjetski rekorder u ožujku 2016. godine. Time je Casillas pretekao Vitālijsa Astafjevsa, koji je za nacionalni tim Latvije igrao 165 puta.
Španjolski nogometni izbornik objavio je u svibnju 2016. popis za nastup na Europsko prvenstvo u Francuskoj, na kojem se nalazi Casillas.

## Privatni život
Od 2009.godine Iker je u vezi sa Španjolskom novinarkom Sarom Carbonero. Poznat je po tome što ju je nakon finala SP-a poljubio ispred kamera. Prvi sin para, Martin, rođen je 3. siječnja 2014. u bolnici u Madridu.

## Statistika

### Klub
| Klub        | Sezona   | Liga    | Liga | Kup     | Kup | Europa  | Europa | Ostalo  | Ostalo | Ukupno  | Ukupno |
| Klub        | Sezona   | Nastupi | P G  | Nastupi | P G | Nastupi | P G    | Nastupi | P G    | Nastupi | P G    |
| ----------- | -------- | ------- | ---- | ------- | --- | ------- | ------ | ------- | ------ | ------- | ------ |
| Real Madrid |          |         |      |         |     |         |        |         |        |         |        |
| 1999./00.   | 27       | 23      | 5    | 1       | 12  | 19      | 3      | 5       | 47     | 48      |        |
| 2000./01.   | 34       | 37      | 0    | 0       | 11  | 15      | 2      | 4       | 47     | 56      |        |
| 2001./02.   | 25       | 27      | 5    | 5       | 9   | 6       | 1      | 0       | 40     | 38      |        |
| 2002./03.   | 38       | 42      | 0    | 0       | 15  | 21      | 2      | 1       | 55     | 64      |        |
| 2003./04.   | 37       | 50      | 2    | 1       | 9   | 10      | 2      | 2       | 50     | 63      |        |
| 2004./05.   | 37       | 30      | 0    | 0       | 10  | 11      | 0      | 0       | 47     | 41      |        |
| 2005./06.   | 37       | 38      | 4    | 6       | 7   | 9       | 0      | 0       | 48     | 51      |        |
| 2006./07.   | 38       | 40      | 0    | 0       | 7   | 10      | 0      | 0       | 45     | 50      |        |
| 2007./08.   | 36       | 32      | 0    | 0       | 8   | 13      | 2      | 6       | 46     | 51      |        |
| 2008./09.   | 38       | 52      | 0    | 0       | 7   | 10      | 2      | 5       | 47     | 67      |        |
| 2009./10.   | 38       | 35      | 0    | 0       | 8   | 9       | 0      | 0       | 46     | 44      |        |
| 2010./11.   | 12       | 6       | 2    | 1       | 5   | 2       | 0      | 0       | 19     | 9       |        |
| Ukupno14    | Ukupno14 | 397     | 412  | 18      | 14  | 108     | 135    |         | 23     | 537     | 584    |

### Reprezentacija
| Reprezentacija | Godina | Prijateljske | Prijateljske | Svjetska prvenstva | Svjetska prvenstva | Europska prvenstva | Europska prvenstva | Kup konfederacija | Kup konfederacija | Ukupno  | Ukupno |
| Reprezentacija | Godina | Nastupi      | P G          | Nastupi            | P G                | Nastupi            | P G                | Nastupi           | P G               | Nastupi | P G    |
| -------------- | ------ | ------------ | ------------ | ------------------ | ------------------ | ------------------ | ------------------ | ----------------- | ----------------- | ------- | ------ |
| Španjolska     | 2000.  | 3            | 3            | 3                  | 2                  | 0                  | 0                  | 0                 | 0                 | 6       | 5      |
| Španjolska     | 2001.  | 3            | 2            | 2                  | 0                  | 0                  | 0                  | 0                 | 0                 | 5       | 2      |
| Španjolska     | 2002.  | 4            | 1            | 5                  | 5                  | 2                  | 0                  | 0                 | 0                 | 11      | 6      |
| Španjolska     | 2003.  | 3            | 1            | 1                  | 2                  | 6                  | 4                  | 0                 | 0                 | 10      | 7      |
| Španjolska     | 2004.  | 6            | 3            | 3                  | 1                  | 3                  | 2                  | 0                 | 0                 | 12      | 6      |
| Španjolska     | 2005.  | 1            | 0            | 9                  | 4                  | 0                  | 0                  | 0                 | 0                 | 10      | 4      |
| Španjolska     | 2006.  | 4            | 3            | 3                  | 4                  | 3                  | 5                  | 0                 | 0                 | 10      | 12     |
| Španjolska     | 2007.  | 1            | 0            | 0                  | 0                  | 8                  | 3                  | 0                 | 0                 | 9       | 3      |
| Španjolska     | 2008.  | 7            | 1            | 2                  | 0                  | 6                  | 2                  | 0                 | 0                 | 15      | 3      |
| Španjolska     | 2009.  | 4            | 1            | 5                  | 3                  | 0                  | 0                  | 4                 | 4                 | 13      | 9      |
| Španjolska     | 2010.  | 5            | 7            | 7                  | 2                  | 3                  | 3                  | 0                 | 0                 | 15      | 12     |
| Španjolska     | 2011.  | 7            | 5            | 0                  | 0                  | 4                  | 2                  | 0                 | 0                 | 11      | 7      |
| Ukupno         | Ukupno | 48           | 27           | 40                 | 24                 | 35                 | 21                 | 4                 | 4                 | 127     | 76     |

## Trofeji

### Klub
- Kup kralja (2): 2011., 2014.
- La Liga (5) : 2000./01., 2002./03., 2006./07., 2007./08., 2011./12.
- Španjolski superkup (4) : 2001., 2003., 2008., 2012.
- Liga prvaka (3) : 1999./2000., 2001./02., 2013./14.
- UEFA Superkup (2) : 2002., 2014.
- Interkontinentalni kup (1) : 2002.

### Reprezentacija
- Europsko U-15 prvenstvo[13] : 1995.
- Europsko U-16 prvenstvo : 1997.
- Svjetsko U-20 prvenstvo : 1999.
- Europsko prvenstvo : 2008.,2012
- Svjetsko prvenstvo : 2010.

## Vanjske poveznice
- Profil na službenoj stranici Reala (engl.)
- Fan stranica  Arhivirana inačica izvorne stranice od 26. lipnja 2008. (Wayback Machine) (engl.)(šp.)(fr.)
- Profil na FootballDatabaseu (engl.)